# Theta Crateris
Theta Crateris (θ Crt / 21 Crateris / HD 100889 / HR 4468) es una estrella de la constelación Crater de magnitud aparente +4,60.
De acuerdo al Bright Star Catalogue es la cuarta estrella más brillante en la constelación, superada por Labrum (δ Crateris), Alkes (α Crateris), γ Crateris y β Crateris.
De tipo espectral B9Vn, Theta Crateris es, al igual que el Sol, una estrella de la secuencia principal cuya energía proviene de la fusión del hidrógeno en su interior.
Sin embargo, a diferencia de nuestra estrella, su temperatura superficial es considerablemente más elevada, entre 11.280 y 12.100 K —la cifra varía según la fuente consultada—.
Brilla con una luminosidad 182 veces superior a la del Sol.
Tiene un diámetro —calculado a partir de la medida de su diámetro angular, 0,334 milisegundos de arco— 3,4 veces más grande que el diámetro solar y rota con una velocidad de rotación proyectada entre 180 y 235 km/s. 
Es 3,4 veces más masiva que el Sol y su edad estimada es de 175 millones de años.
Es una estrella semejante a Markab (α Pegasi) y Al Thalimain Prior (λ Aquilae), pero su distancia respecto al sistema solar, 305 años luz, es más del doble que el de estas. 